# Atavío imperial de los zares rusos

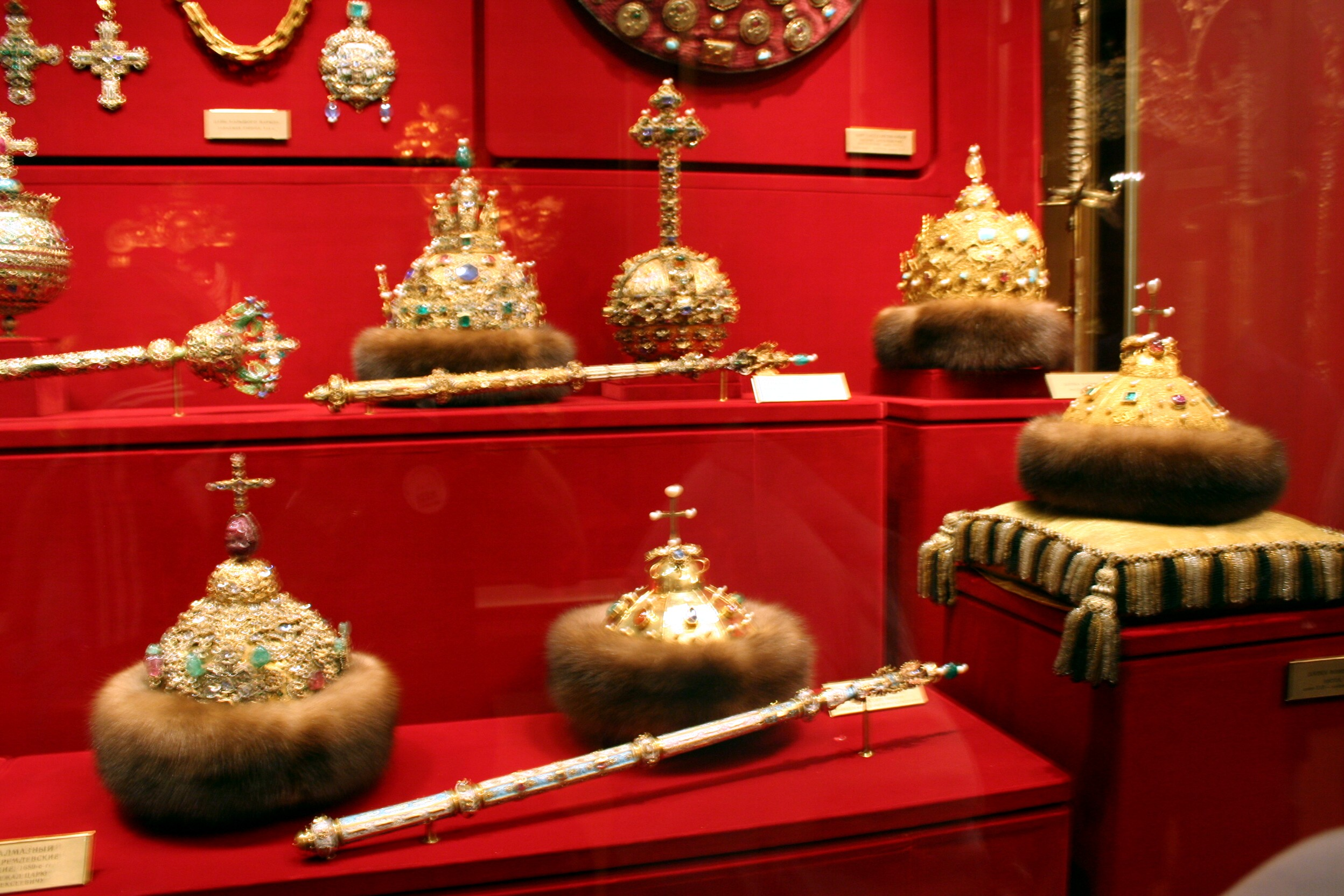
Parte de la exposición de los atavíos históricos rusos en el Kremlin.

El atavío imperial de los zares rusos es el conjunto de coronas, joyas y objetos de cada uno de los zares y emperadores de Rusia, que gobernaron desde el siglo XIII hasta el XIX. A lo largo de los siglos, los objetos específicos utilizados por los zares fueron muy diversos; el mayor cambio de este tipo ocurrió en el siglo XVIII, cuando Pedro el Grande reformó el estado para ligarlo más estrechamente con las monarquías de Europa occidental.
Después de la Revolución de Octubre, los bolcheviques vendieron la mayoría de los atavíos reales de los Románov, pero los artículos más importantes, incluidas los objetos más importantes para la coronación, se llevaron a la armería del Kremlin. Desde 1967, han estado disponibles para el público a través de la exposición permanente de la Fundación Diamond.

## Los atavíos imperiales rusos más antiguos

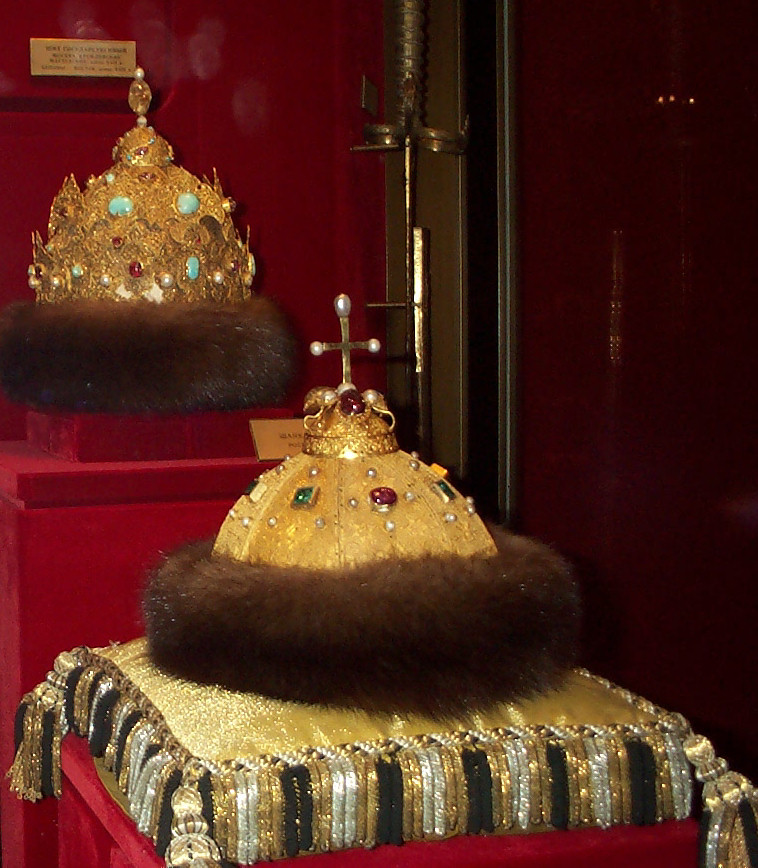
Dos de las coronas rusas más antiguas: El gorro de Monómaco y la corona de Kazán.

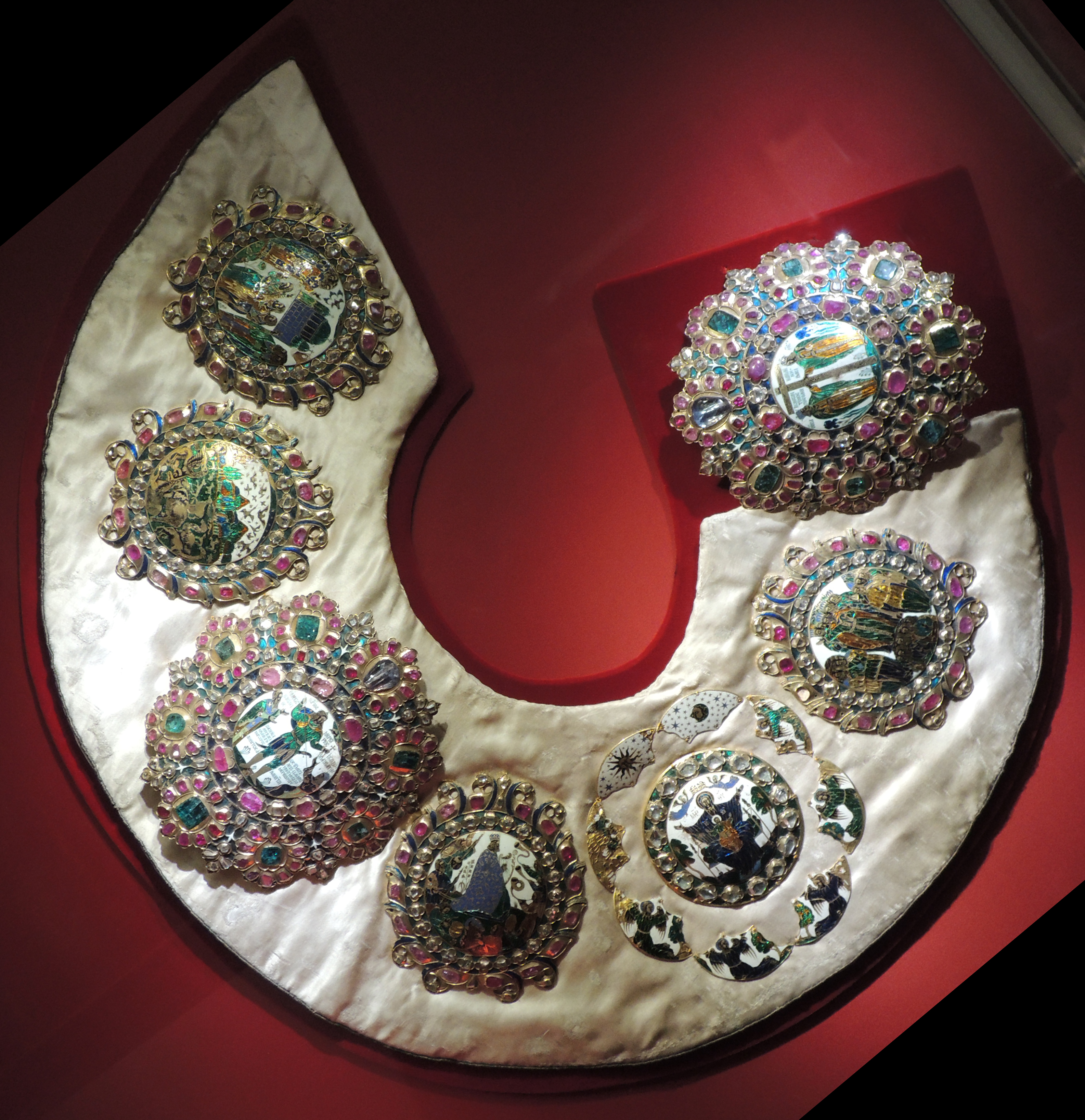
Barma del zar Alejo I

Desde el siglo XIII hasta finales del XIV, los principales atavíos del poder del kniaz fueron las barmas decoradas y los cinturones kniaz. Una barma es una pieza para el cuello o un manto hecho de oro, con incrustaciones de gemas y diamantes. Tales preciados artículos eran hereditarios y estaban estrechamente relacionados con los nombres de los knyaz; y como tales, siempre se mencionaban en los testamentos.

### Barmas
Las barmas del principado de Riazán fueron producidas por maestros del principado de Riazán a finales del siglo XII y principios del XIII. Son una de las mayores obras maestras de la joyería antigua. Pertenecían a la familia kniaz local, pero en 1237 la antigua ciudad de Riazán fue completamente destruida por Batú Khan, por lo que las joyas fueron abandonadas y permanecieron bajo tierra durante casi 600 años. En 1822, los arqueólogos las encontraron y las llevaron a la armería del Kremlin. Son obras maestras de alta artesanía, esmaltadas e incrustadas con gemas y algunas tienen medallones de oro con grabados en griego, presumiblemente de origen bizantino.

### El gorro de Monómaco
El gorro de Monómaco o corona de Monómaco es la corona más antigua y símbolo de poder, utilizada desde finales del siglo XIV hasta finales del siglo XVII, en la ceremonia de coronación de los monarcas en Rusia. Su nombre está relacionado con una leyenda rusa del siglo XV, según la cual fue traído al país en la antigüedad como regalo del emperador bizantino Constantino Monómaco. Es de hechura oriental de finales del siglo XIII o principios del XIV. La cuestión de su origen aún no se ha especificado. La sección más antigua de la corona consta de ocho placas de oro adornadas con un cordón de oro muy fino en un patrón de estrellas de roseta de seis puntas y flores de loto. La tapa semiesférica con cruz, la cenefa de sable y las perlas y pedrería pertenecen a una época posterior. Pesa 698 gramos y es la corona rusa más ligera. En el primer cuarto del siglo XVIII, tras las reformas de Pedro el Grande, la ceremonia de entronación fue sustituida por la coronación, cuyo principal atributo pasó a ser la corona imperial. Desde el siglo XVIII, el gorro sirvió como corona heráldica del «Kanato de la Gran Rusia, Rusia Menor y Bielorrusia».

### La corona de Kazán
La Corona de Kazán del siglo XVI es la segunda más antigua de Rusia. Es de oro adornada con perlas, granates y turquesas. El adorno de piel de marta era para conferirle mayor comodidad. Está fechada en 1553 y fue mencionado por primera vez en el tesoro del Zar Iván el Terrible, cuyo reinado estuvo marcado por una serie de guerras ruso-kazanesas, importantes en la historia rusa. Entre ellos se encuentra la toma de Kazán en octubre de 1552 y la anexión del Kanato de Kazán al estado ruso. Podría haber sido hecha por los joyeros del Kremlin de Moscú en la solución exitosa del «problema del este», tan importante para Moscú y su nombre podría haber inmortalizado el recuerdo de la gloriosa victoria de los guerreros rusos. Su aspecto combina tradiciones artísticas nacionales y orientales. Algunos elementos recuerdan las tradiciones decorativas de las iglesias rusas de la época. Al mismo tiempo, la combinación de piedras, por ejemplo, turmalinas y rubíes rojos con turquesa azul y el adorno tallado de hierbas tejidas sobre un fondo de niel, representan la influencia artística oriental. Puede haber pertenecido a Ediger Mahmet, el último gobernante del estado tártaro de Kazán. Desde el siglo XVIII, esta corona sirvió como corona heráldica del Kanato de Kazán.

### El trono de marfil

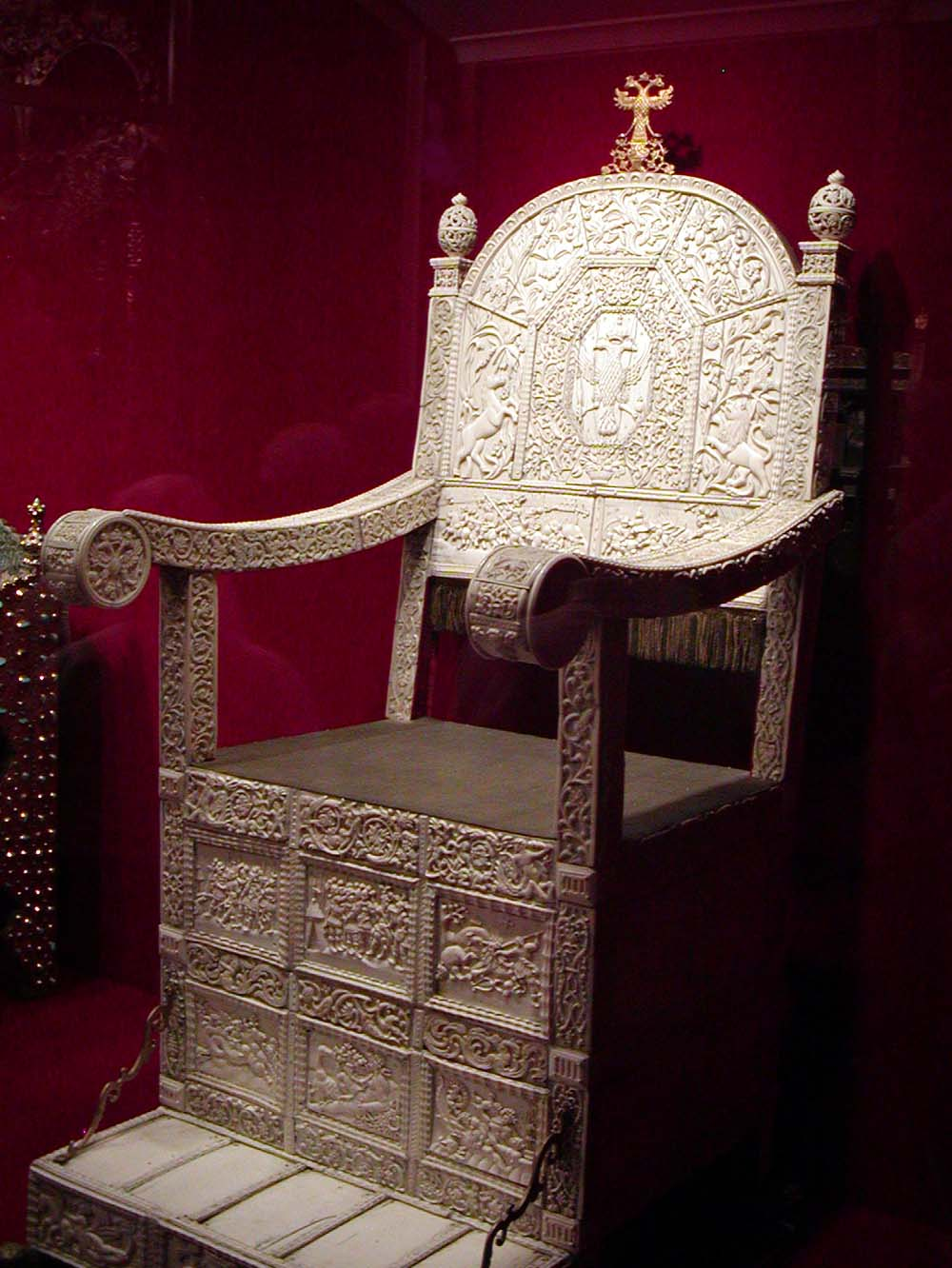
Trono de marfil de Iván IV

El trono de marfil de mediados del siglo XVI es el trono de zares más antiguo conservado. Estaba hecho de madera revestida con placas de marfil y colmillo de morsa, por lo que se le denominó «butaca de hueso tallado». El ornamento tallado une los diversos temas y representaciones en una sola composición. Las escenas decorativas incluyen imágenes de la mitología griega y del Antiguo Testamento. Los temas representados, el estilo de la talla y los motivos, que incluyen grutescos y cupidos, permiten a los investigadores fechar la mayoría de las piezas en el siglo XVI y atribuirlas a artesanos del Renacimiento de Europa Occidental. El trono ha sido renovado varias veces en Rusia: los artesanos locales rehicieron piezas de hueso desgastadas; en 1856, con motivo de la coronación del emperador Alejandro II, el trono fue decorado con un águila bicéfala de plata dorada.

## Atavío de Borís Godunov
- Trono de oro, además de la silla de hueso, la vitrina incluye un trono de hechura oriental ejecutado a finales del siglo XVI. Habiendo sido presentado por Shah Abbas I al zar Borís Godunov, se lo llamó «trono persa con piedras». La forma del trono con su respaldo bajo que fluye hacia los reposabrazos inclinados revela características típicas del mobiliario iraní de los siglos XVI-XVII. Los fabricantes han utilizado adornos amados en Oriente, es decir, tiras de oro decoradas con un patrón foliado y piedras de colores: turquesas azules, rubíes rojos, y turmalinas. El respaldo del asiento, los brazos y toda la parte inferior se cubrieron con tela persa dorada, reemplazada en 1742 por terciopelo francés para la coronación de la emperatriz Isabel. En total este trono está adornado con 552 rubíes y turmalinas rosas, 825 turquesas, 177 perlas y 700 mitades de perlas.

El cetro y el orbe son creaciones de joyería de Europa occidental del Renacimiento tardío, ya que la técnica de los esmaltes en relieve no era conocida por los orfebres rusos de la época. Hay razones para considerar que el cetro y el orbe pertenecen al conjunto de obsequios llevados al Zar Borís Godunov en 1604 por la Gran Embajada de Rodolfo II, Emperador del Sacro Imperio Romano Germánico. Ambos sobrevivieron milagrosamente durante la época de la Inestabilidad, y debieron haber sido utilizados en 1613 en la coronación de Miguel I, primer zar de la Dinastía Románov. Más tarde, durante todo el reinado de Miguel I, fueron insignias únicas en su tipo y pertenecieron al llamado «gran conjunto» (atuendo precioso de los zares) de insignias especialmente valiosas. Posteriormente este «gran conjunto», que excepto las insignias del estado, incluía un conjunto de armaduras que acompañaba al zar en procesiones, por ejemplo, en la guerra ruso-polaca y caza.
- El cetro de oro es grácil y proporcionado, con ricos y delicados motivos ornamentales. Las cabezas de los querubines, las flores y los racimos de frutas suspendidos de cintas: todo pertenece a una composición única y de tamaño rítmico y tiene 1 esmeralda, 20 diamantes y algunas otras piedras preciosas.
- El enorme orbe dorado está coronado con una cruz. En el hemisferio superior, los cinturones lo separan en cuatro secciones, cada una con una escena del Antiguo Testamento de la vida del rey David: Crosmación del rey David por el profeta Samuel, David dominando a Goliat, Regreso a casa con la victoria, Persecución de Saúl. Gemas brillantes, esmeraldas verdes, rubíes rojos y zafiros azules rodean la ornamentación del esmalte. Tiene 58 diamantes, 89 rubíes y turmalinas, 23 zafiros, 51 esmeraldas y 37 perlas. A excepción de los 4 esmaltes, todo incluida la cruz, está completamente incrustado con las diversas gemas.

## Atavío de Miguel I

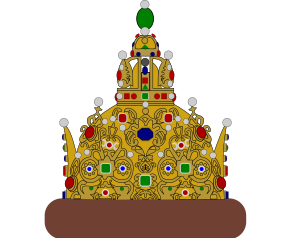
La corona del «gran conjunto» - Corona de Astracán

Durante la época de la Inestabilidad en 1610-1612, las tropas polacas saquearon el tesoro de los zares. Se llevaron casi todas las armaduras y armas del Gran Tesoro. Aun así, algunos artículos de sumo valor se mantuvieron en el Kremlin ocupado bajo la protección de los boyardos. Cuando los siete boyardos acordaron reconocer a Vladislao IV, el rey de Polonia, como rey de Rusia, salvó la histórica insignia monárquica. Más tarde, el nuevo rey de Rusia Miguel I repuso el tesoro con nuevos objetos. En 1627-1628, se creó para él el «gran conjunto» de atavíos imperiales.
- Cadena tallada en oro, fue obsequiada en 1631 al zar Miguel I por los holandeses. Se hizo en Europa occidental en la década de 1620, luego en Rusia se modificó y se convirtió en parte del «gran conjunto». Consta de 79 eslabones rectangulares tallados y ennegrecidos.
- Cadena de oro perteneció al zar Miguel I y fue hecha por los artesanos del Kremlin. Fue mencionada por primera vez en documentos del tesoro del estado en 1640. Consta de 89 eslabones, anillos ligeramente enrevesados con una inscripción ornamental en cada uno. La inscripción incluye una oración a la Santísima Trinidad, el título completo del zar con una lista de ciudades, principados y tierras del estado ruso y la exhortación del zar a vivir según los preceptos de Dios.
- La corona del «gran conjunto» pertenecía al zar Miguel I. Fue elaborada en 1627 por el maestro del Kremlin E. Telepnev. Tiene 177 piedras preciosas y perlas. Desde el siglo XVIII, sirvió como corona heráldica del Kanato de Astracán.

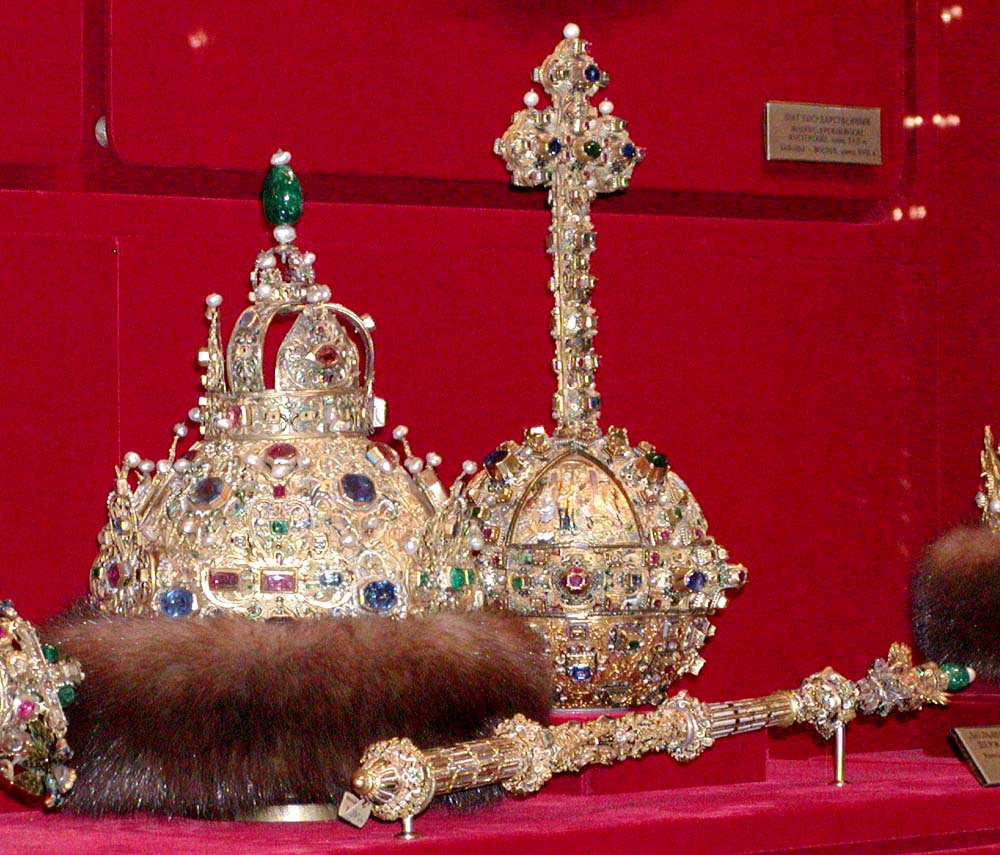
«Gran conjunto»: la corona de Miguel I con el orbe y cetro de Borís Godunov.

- El trono de oro del zar Miguel I fue elaborado a principios del siglo XVII a partir de la antigua silla de mano de obra oriental que había pertenecido a Iván el Terrible. En su forma, alto respaldo y brazos, se asemeja a los sillones rusos, pero los motivos orientales aún permanecen en el ornamento. Está revestido con oro repujado y adornado con rubíes, perlas, turquesas y otras piedras sin tallar y se hizo a principios del siglo XVII en los talleres del Kremlin. Su decoración es similar a la del trono de Borís Godunov. Para su ornamentación se utilizaron 13 kilos de oro, piedras preciosas y perlas. Parte de la decoración del trono no ha sobrevivido. Faltaban fragmentos de las planchas de oro de la base así como el frontón del trono. En total el trono conserva 1325 rubíes y turmalinas, 559 turquesas, 16 perlas, 28 zafiros y otras 36 piedras preciosas.[7]

También el «gran conjunto» consta de varios armamentos y equipos, guardados en la armería del Kremlin. Los objetos más importantes son:
- Saadak (estuche para arco) en conjunto con un carcaj (cilindro para flechas) fue realizado en el Kremlin en c. 1627. En total ambos están adornados con 183 diamantes, 5 rubíes, 34 zafiros, 153 esmeraldas y 139 turmalinas.
- Escudo de acero (con diseños tallados en oro) fabricado a finales del siglo XVI por el maestro Muchammed Mumin Zernishan en Persia. Hasta 1620, perteneció al príncipe Fiódor Mstislavski (antiguo líder de los siete boyardos),  y después de su muerte fue llevado a la armería de Kremlin y se convirtió en parte del «gran conjunto». Está adornado con 1478 pequeñas piedras preciosas y 32 perlas.
- Sable, fue fabricado por maestros del Kremlin en la década de 1620. Este extraño objeto tiene 552 diamantes y otras 165 piedras preciosas, en su mayoría turmalinas rosas.
- Casco estatal o gorro ericho, se fabricó en Turquía en el siglo XVII y se modificó en 1621 en la armería del Kremlin por los maestros N.Davýdov e I.Márkov, y más tarde en 1642. Es un casco de acero con talla dorada, tiene una inscripción en turco con citas del Corán. Está adornado con 116 diamantes, 10 esmeraldas, 225 turmalinas y 164 perlas. Según la última leyenda, estas atavíos pertenecían a San Alejandro Nevski. Desde el siglo XVIII sirvió también como casco heráldico del Imperio Ruso.

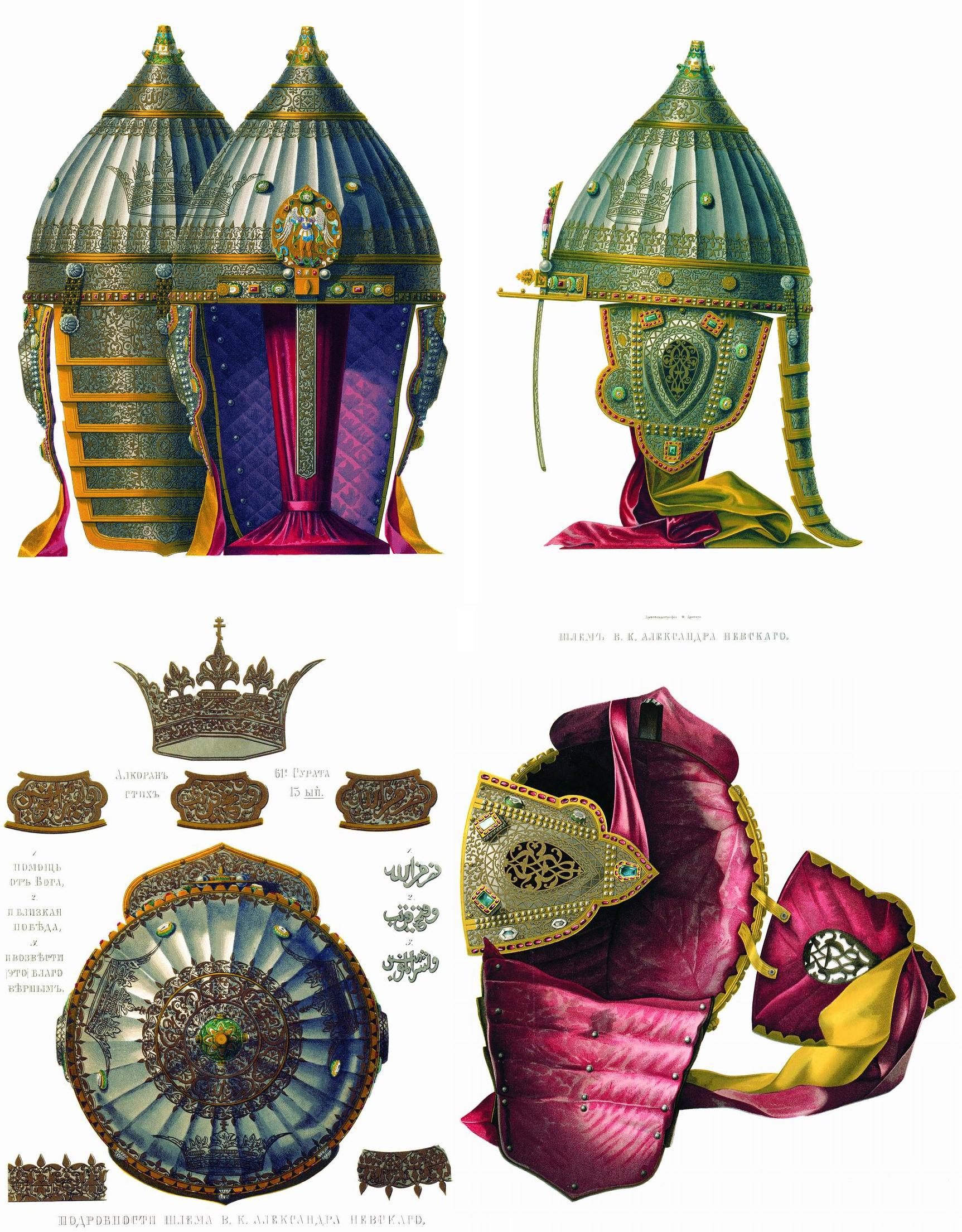
Casco estatal en un dibujo del siglo XIX

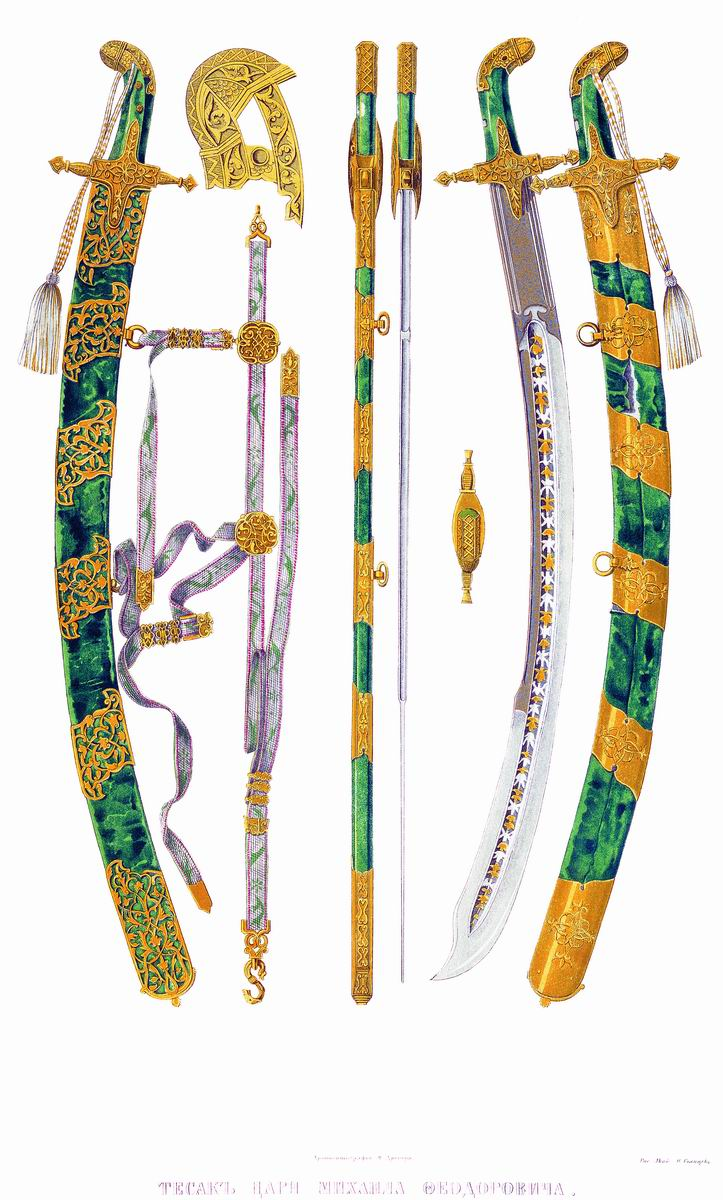
Imagen del sable del zar Miguel I, del.

Después de la muerte del zar Miguel I, sus joyas y objetos personales fueron llevados a la armería del Kremlin, aunque se añadieron al «gran conjunto». Los más importantes son:
- Espada ancha fue realizada por el maestro checo Nil Prosvit en 1617 la armería del Kremlin. Tiene la inscripción: «Sy tesak sdeelan poweleniem Gossudara Tzaira i welikoвo Knesa Michaila Feodorowitcha vsea Rrusyi v paetoie leeto gossudarstwa ieвo, maesetza. .. Po prikasu kraitscheâo y oruschnitscheâo Michaila Michai-lowitscha Saltikowa; deelal master Nial Proswit».
- Sable, perteneciente al príncipe Fiódor Mstislavski, que después de su muerte en 1620, fue llevado al tesoro del zar. Está hecho en Turquía en el siglo XVI y tiene inscripciones árabes.
- Casco del príncipe Fiódor Mstislavski, está hecho de acero damasquinado y oro en el Imperio Otomano en el siglo XVI. En 1620 fue llevado al tesoro del zar. Está adornado con rubíes y turquesas y tiene citas del Corán.
- Gorro Ericho del príncipe Fiódor Mstislavski. Imperio Otomano, 1600.
- Gorro Ericho del príncipe AM Lvov. Fabricado en el Imperio Otomano probablemente entre 1610 y 1620.

## Atavío de Alejo I
El nuevo zar Alejo I ordenó sus atavíos principalmente en Turquía y Persia en las décadas de 1650 y 1660. Su «gran conjunto» consta de:
- Cetro con forma de maza hecho en Estambul en 1658 y llevado al zar por el griego Iván Anastásov. Tiene 268 diamantes, 14 esmeraldas y otras 360 piedras preciosas. Su mango dorado tiene 12 pequeños medallones tallados que representan las grandes fiestas cristianas: La Anunciación, La Ascensión de Jesús, Día de Navidad, Fiesta de la Presentación de Jesús en el Templo, Epifanía, Resurrección de Lázaro, La Transfiguración de Jesús, Domingo de Ramos, La Crucifixión de Jesús, Resurrección de Jesús, Pentecostés, Aseguramiento de Santo Tomás.
- Orbe fue llevado al zar Alejo I en 1662 desde Estambul junto con el cetro.[8] Tiene 179 diamantes y otras 340 piedras preciosas.
- Barmas de Alejo I hechas en Estambul por orden suya en 1662. Es un collar redondo de seda, adornado con siete preciosos medallones. El centro de los medallones son placas redondas de oro con composiciones religiosas de esmaltes de colores. Tres grandes medallones son de particular interés. Dos de ellos no son planos, como todos los demás, sino un poco curvos. Eran para cubrir los hombros. La forma del tercer medallón es un poco diferente, por lo que puede considerarse el central. Está adornado con una escena de Nuestra Señora sentada con un Niño en su regazo y coronada por dos ángeles. El medallón de uno de las hombros incluye una cruz confrontada por santos: el emperador bizantino Constantino y su madre Helena, quienes eran famosos devotos cristianos. El otro medallón del hombro presentaba a Basilio el Grande y al Santo Guerrero Mercurio, atacando al emperador Julián, enemigo de los cristianos. Una leyenda dice que fue asesinado por San Mercurio, quien se hizo pasar por un guerrero enemigo. El preciado santo del siglo XVII puede haber insinuado el papel del poder real en el mundo cristiano y la misión del mismísimo zar ruso. En total, los 7 preciosos medallones tienen 248 diamantes y otras 255 piedras preciosas.

También la tesorería privada de Alejo I constaba de:

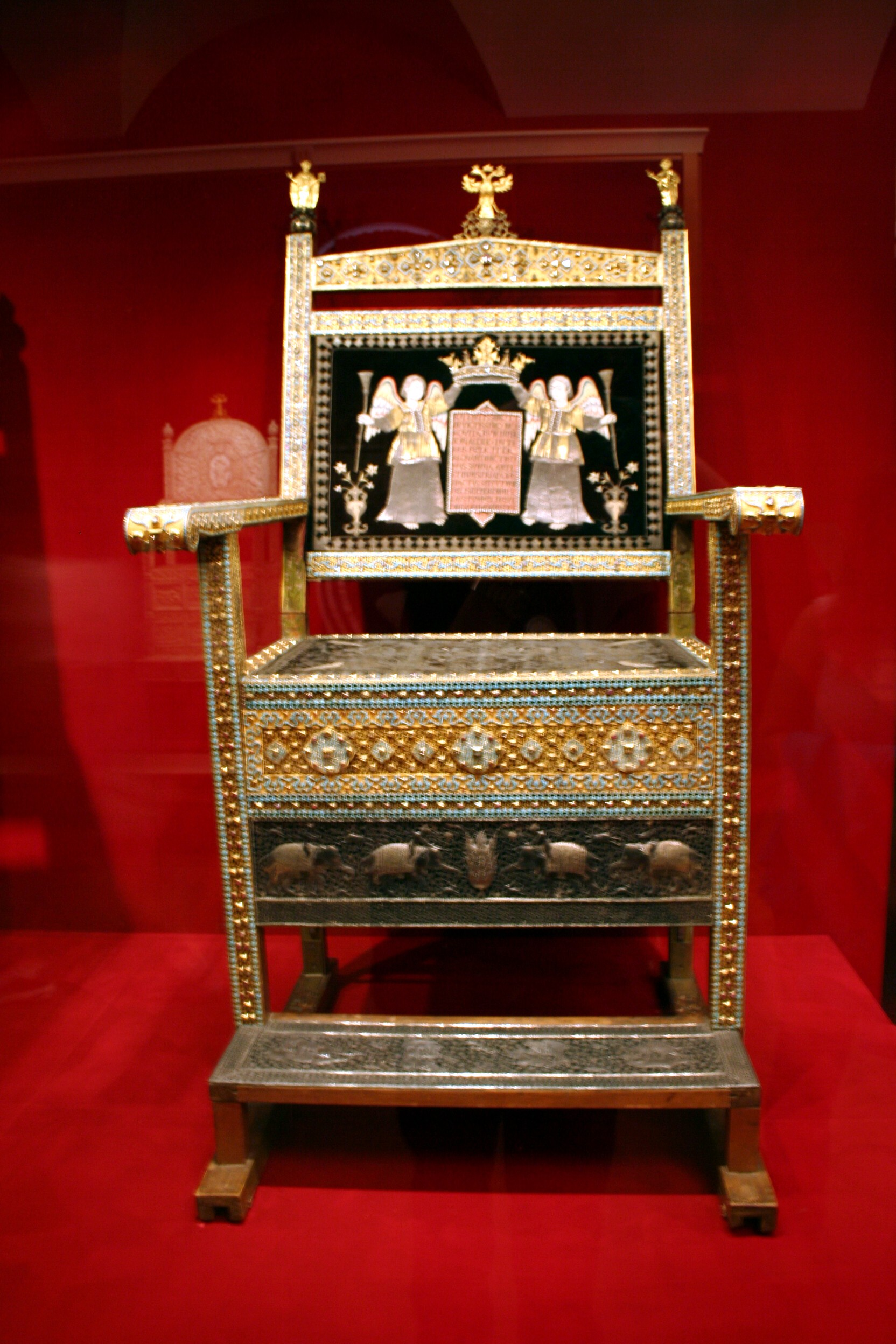
Trono de diamantes del zar Alejo I, en la armería del Kremlin.

- Trono de diamantes La forma del llamado «sillón de diamantes» del zar Alejo I, el más elaborado de los tronos reales de la colección Armory, recuerda al trono de su padre, el zar Miguel I. Fue hecho en 1659 por artesanos persas y llevado en 1660 al zar por los comerciantes Ichto Modovlétov y Zakharia Saradárov miembros de la Compañía de Comercio Armenia. Fue realizado en madera de sándalo revestido con placas de oro y plata con ornamentación foliar. Su parte inferior está decorada con un atrevido patrón tallado que representa una procesión de elefantes y sus monturas sobre sus espaldas. El respaldo del trono está cubierto con terciopelo negro y bordado con imágenes de dos genios que sostienen una corona sobre la inscripción que glorifica al zar y su poder. Toda la superficie está revestida con un intrincado mosaico de turquesas y diamantes. La valiosa donación se adjuntó a la petición de comercio libre de impuestos en el territorio ruso.[9] Los comerciantes armenios obtuvieron 4000 rublos de plata y 19000 rublos de cobre por este trono. Por la prevalencia de los diamantes, el trono se denominó «trono de diamante». En total trono tiene 876 diamantes y otras 1223 piedras preciosas. En la parte posterior de este trono hay una inscripción latina bordada: «Potentissimo et invictissimo Moscovitarum Imperatori Alexio, in terris feliciter reginanti, hic thronus, summa arte et industria fabrefactus, sit futuri in coelis et perennis faustum felixque omen. Anno Domini, 1659» (Para el más poderoso e invencible emperador de Moscovia, Alejo, reina felizmente sobre la tierra, el trono hecho con un arte suntuoso sería un símbolo de la futura felicidad eterna en el cielo. En el año de nuestro Señor. 1659).
- El bastón de Su Majestad fue hecho en Estambul en 1658 y llevado en 1662 al zar por el griego Iván Anastásov. Tiene un lirio encima y en total tiene 178 diamantes, 259 esmeraldas, 3 perlas y 369 turmalinas rosas.
- Colgante de plaqué, precioso colgante para la ropa de coronación de los zares; fue hecho en Estambul en la década de 1660.

Además, el zar Alejo I tenía varios equipos militares personales de su propio «gran conjunto». Estos objetos están en exhibición en la armería del Kremlin, los más famosos son:
- Saadak y aljaba Este conjunto fue hecho en Estambul y llevado al zar en 1656 por los griegos Iván Yúriev y Dmitri Astáfiev. En total entre ambos tienen 306 diamantes, 40 esmeraldas y 1256 turmalinas.
- Sable, fue fabricado en Estambul y llevado al zar por el griego Iván Bulgákov en 1656.
- Casco, «gorro ericho» que se hizo en Turquía en el siglo XVII, hasta 1620 perteneció al príncipe Fiódor Mstislavski y después al zar Alejo I. Tiene diseños dorados y plateados y 61 perlas y piedras preciosas.
- La espada estatal concir en funda dorada fue hecha en Estambul y llevada al zar Alejo I por el griego Dmitri Astáfiev en 1657. La funda está adornada con 63 turmalinas y 205 turquesas.
- Busdygán, maza hecha en Estambul y llevada en 1655 al zar Alejo I por el griego Dmitri Astáfiev. Tiene 46 esmeraldas y 109 turmalinas rosas.

## Los atavíos de los zares de las décadas de 1660 a 1680
- Cruz pectoral con cadena, fue hecha en 1662 por maestros del Kremlin y modificada en 1682. Solo este objeto sobrevivió del «gran conjunto» de Teodoro III Alekséievich, el hijo mayor de Alejo I. Es una cruz dorada con diamantes y cadena también dorada. En el lado facial de la cruz hay 4 medallones esmaltados de estas imágenes: La Transfiguración de Jesús, La Crucifixión de Jesús, La Última Cena y El Entierro de Jesús. En el reverso de la cruz hay una imagen de un protector del cielo del zar - Teodoro Stratelates. La figura del Santo, el estampado floral que lo rodea, así como las escenas religiosas en el anverso de la cruz, están hechos en colores vivos y brillantes, que hacen que todas las composiciones parezcan brillantes mosaicos multicolores.

En 1682, Rusia tuvo dos co-gobernantes: Iván V Alekséievich y Pedro I Alekséievich. Ambos tenían sus propias joyas (pero un solo trono).
- Trono doble de plata El trono doble de los zares Ivan I y Pedro I, que sirve como una vívida ilustración del momento histórico único, cuando dos zaréviches fueron coronados juntos. El zar Alejo I murió dejando tres hijos. Después de la muerte del mayor de ellos, Teodoro, Iván, de quince años, debería haber heredado el trono, pero era mentalmente débil y tenía mala salud. Entonces se decidió coronar a los dos hermanos juntos, Iván y Pedro, de diez años (el futuro Pedro el Grande). El trono de dos asientos fue hecho por los artesanos del Kremlin en la década de 1680 especialmente para la ocasión. Su construcción que incluye un arco calado sobre columnas torcidas, escalones plateados debajo y un respaldo alto con dos pilares plateados a cada lado se asemeja a elegantes formas arquitectónicas. Las instrucciones y consejos necesarios se transmitían a través de un pequeño orificio practicado en la parte posterior del trono y oculto por la cubierta de terciopelo. Está rematado con una lujosa ornamentación que, con un relieve calado, figuras tridimensionales de animales, la talla y el alto relieve y el contraste de la combinación de plata y dorado, son ejemplos del estilo barroco.

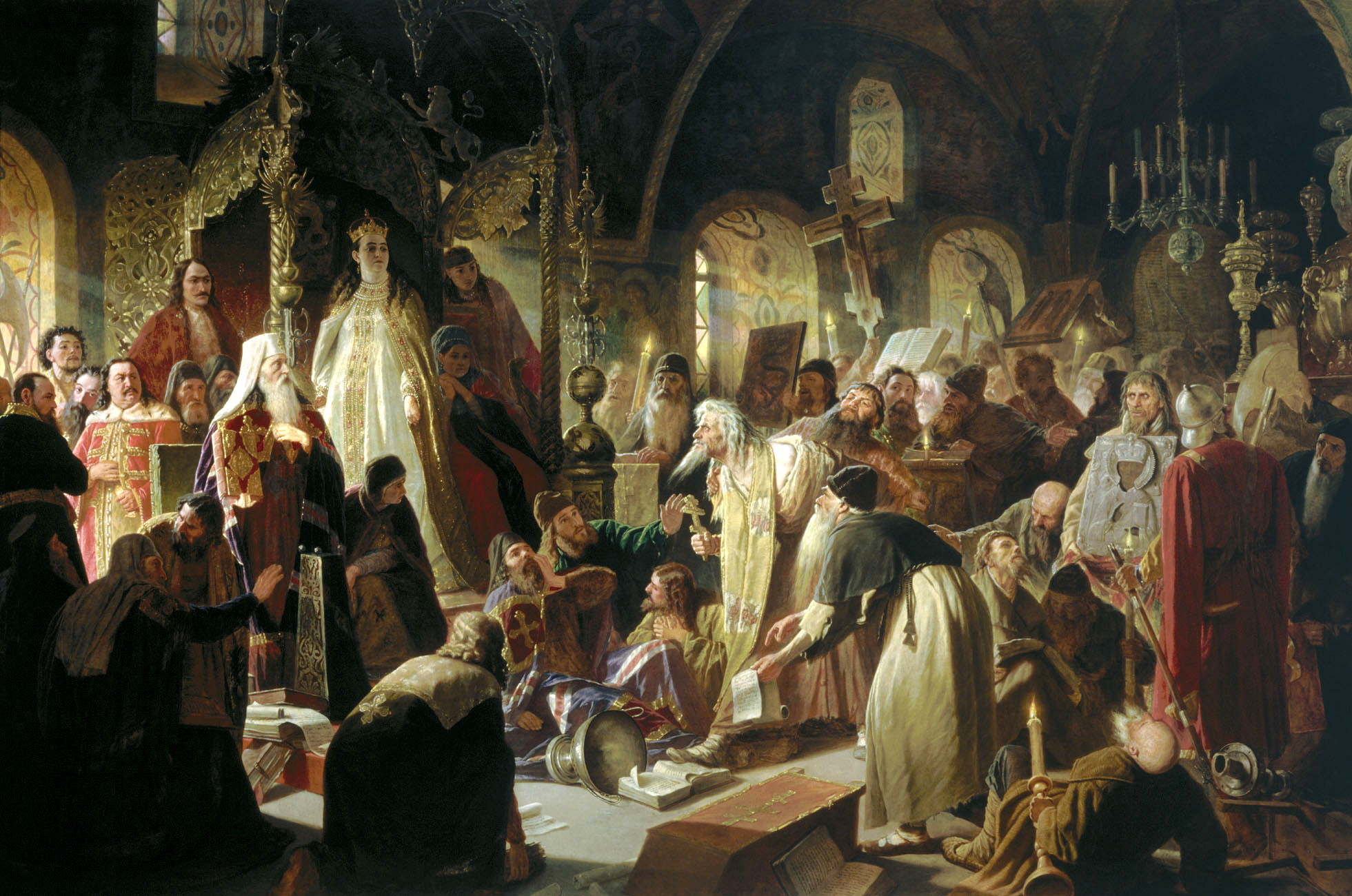
El lider de los viejos creyentes, Nikita Pustosviat, discutiendo con el patriarca Joaquín sobre cuestiones de fe. Obra de Vasili Perov (1880). Detrás - trono erguido doble de plata.

- Gorro de Monómaco del segundo conjunto del zar Pedro I fue hecho por maestros del Kremlin para la ceremonia doble de coronación de 1682. Los artesanos lo hicieron siguiendo lo más posible el patrón del antiguo original. Recuerda a un tocado oriental y consta de 8 láminas doradas. La corona tiene una parte superior en forma de cúpula con una cruz. Sin embargo, existe cierta diferencia en la decoración artística de las dos coronas. La superficie del antiguo está cubierta con una delicada ornamentación de filigrana. Las planchas de oro de la nueva corona quedaron lisas. El frío y brillante metal con una nítida decoración simétrica da la impresión de una elegante severidad, algo suavizada por las brillantes y coloridas piedras preciosas. Desde el siglo XVIII, esta corona sirvió como corona heráldica del Kanato de Quersoneso - Taúrica (Crimea).
- Corona de altabás del tercer conjunto del zar Iván V fue realizada por maestros rusos en 1684. La altabás es una tela preciosa, similar al brocado, por eso la corona se llamó así. Es la única corona de zar ejecutada en tela. Para que no perdiera la forma, tenía un marco interior de arcos plateados lisos. Estaba adornada con láminas de oro esmaltadas con brillantes colores y coloreadas con gemas. Algunas de estas láminas fueron tomadas de la corona de diamantes del zar Teodoro III que no sobrevivió. En total tiene alrededor de 100 piedras preciosas y perlas. Desde el siglo XVIII, esta corona sirvió como corona heráldica del Kanato de Siberia.

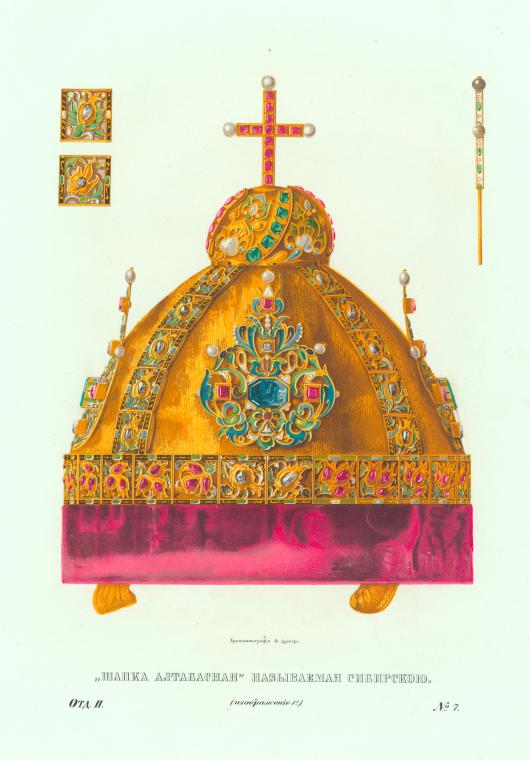
Imagen de la corona de altabás, c. 1835.

- Corona de diamantes, fue hecha por maestros rusos para el zar Pedro I en la década de 1680. Se hizo una corona similar para su hermano mayor, coronado al mismo tiempo. La decoración presenta características específicas de la joyería rusa de finales del siglo XVII, una de las cuales fue el uso activo de piedras preciosas. Los diamantes y gemas siempre atrajeron la atención de los orfebres rusos, y en ese momento se convirtieron en el punto principal de las obras de arte de joyería. La corona de Pedro I estaba enriquecida con esmeraldas verdes y turmalinas rojas. En total, su marco dorado metálico está adornado con 807 diamantes (en 32 diseños) y otras 13 piedras preciosas.[10]
- Corona de diamantes Una de las dos coronas fue hecha en la década de 1680 por joyeros rusos para Iván V. La decoración es la tradicional de la joyería rusa de finales del siglo XVII, especialmente el uso activo de lujosos objetos preciosos. piedras En la parte superior de la corona de oro hay una preciosa espinela carmesí..Tiene alrededor de 900 diamantes y algunas otras piedras preciosas.

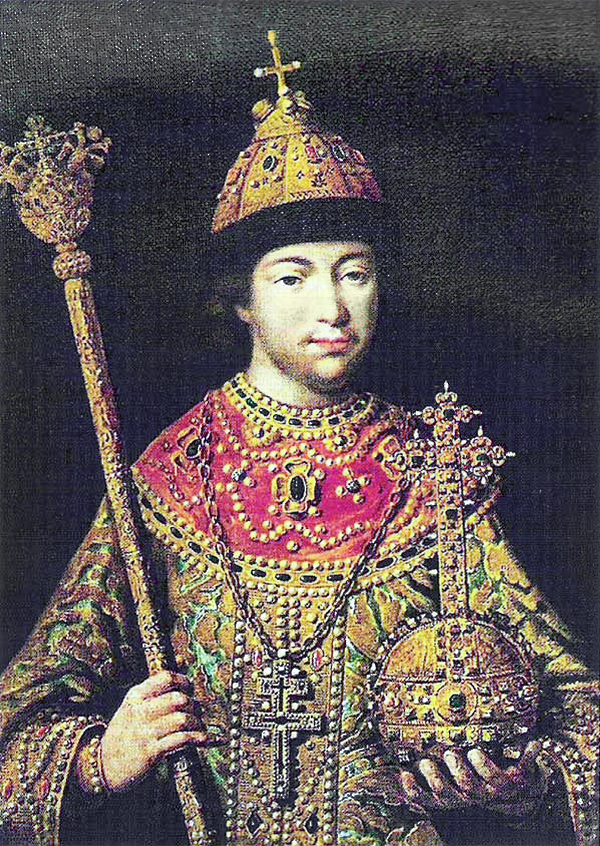
El joven zar ruso Miguel I con el gorro de Monómaco, el cetro de Alejo I y el orbe de Borís Godunov.

- Cruz pectoral del zar Pedro I. La cruz dorada del zar Pedro I se hizo en los talleres del Kremlin en la década de 1780. En el centro de su anverso se encuentra una pequeña cruz realizada con magníficas esmeraldas de diferente talla y forma, adornada con ornamento vegetal calado y esmaltes. La forma y la decoración de la cruz de esmeralda permiten clasificarla como una obra de arte de los plateros de Europa occidental de los siglos XVI y XVII. Un crucifijo tallado en una esmeralda y la inscripción NIKA tallada en otra son de origen ruso y pueden fecharse en la misma época. En el reverso de la cruz hay una imagen esmaltada del Apóstol Pedro, patrón del zar. La decoración esmaltada de la cruz en combinación con piedras preciosas brillantes dan una gran impresión de acuerdo con las tendencias comunes del arte ruso de la época. El magnífico concepto artístico y la brillante artesanía hacen del artículo una verdadera obra maestra de la joyería del siglo XVIII.
- Cetro del zar Pedro I, estaba hecho de oro y adornado con esmaltes de colores y piedras preciosas. El cetro hexaédrico se divide en tres con tres cabezales y su parte inferior remata en un cabezal con pomo labrado. La forma y los detalles se asemejan al cetro del siglo XVII del zar Miguel I. La decoración refleja el gusto artístico de finales del siglo XVII. Esmaltes negros y rosados sobre fondo azul, adornos vegetales de elegantes tulipanes, hojas y rizos en miniatura: todos estos tienen analogías en las obras de arte de los joyeros del Kremlin de las décadas de 1780 y 1790. Debió haber sido hecho en 1682 con motivo del comienzo del reinado de los hermanos Iván V y Pedro I. Durante la ceremonia, Iván V llevó el cetro de su abuelo, y el nuevo, creado siguiendo el patrón del santo adorado, fue llevado por el más joven, Pedro I.
- 'Maza' dorada que fue solamente usada el 15 de marzo de 1692. Fue llevada al zar Iván V por el persa Shah Solimán I de Persia a través del embajador Sulein-Han. Adornada con piedras preciosas y de una longitud total de 71,8 cm. En 1790, el príncipe Potiomkin (que también era jefe de la armería del Kremlin) la llevó en lugar de bastón de mariscal, y después de su muerte, fue devuelta al Kremlin.

## Atavíos del Imperio Ruso
La coronación en el Imperio Ruso era una ceremonia sofisticada, examinada en pequeños detalles y que requería una preparación minuciosa. El «conjunto definitivo» de insignias imperiales se formó en 1723-1724, y desde entonces incluyó la gran corona imperial, la corona pequeña, el cetro imperial, el orbe Imperial, el manto, la gran cadena y la estrella de la Orden de San Andrés, el escudo estatal, la espada estatal y el sello estatal.
- La corona de la emperatriz Catalina I fue la primera corona imperial de nuevo diseño después de los «gorros de zar» de los monarcas anteriores. Fue diseñado en 1724 por el maestro de la corte Samson Larionov y creado con la ayuda de 10 maestros del Kremlin de Moscú para la coronación de la emperatriz Catalina I, segunda esposa de Pedro el Grande. Un mes después de la ceremonia se desmontó y se le añadieron 2000 diamantes y una enorme turmalina china. El cuerpo de plata dorada se exhibe en la armería del Kremlin.[12]
- El Orbe del Emperador Pedro II es un pequeño orbe dorado simple con un cinturón plateado y una cruz, sin incrustaciones de piedras preciosas. Se conserva desde el 30 de mayo de 1728 en al armería del Kremlin.
- La corona de la emperatriz Anna Ivanovna es una de las primeras coronas rusas de nuevo diseño. Fue elaborada en 1731 por Gottlieb Wilhelm Dunkel en San Petersburgo para la ceremonia de coronación de la emperatriz Anna. Fue modificada en la década de 1730. Está hecha de plata y adornada con 2536 diamantes, otras 28 piedras preciosas y una enorme turmalina roja de unos 500 quilates. Su forma se convertiría en tradicional: dos hemisferios calados divididos por un arco móvil con una cruz en el medio y un círculo ancho. Esta insignia fue entregada el 14 de marzo de 1741 a la armería del Kremlin. En 1826 se utilizó para la coronación personal del emperador Nicolás I en Varsovia como rey de Polonia. Más tarde esta corona sirvió como la corona heráldica del Kanato de Polonia.
- El Agraf una hebilla para el manto imperial hecha por Jérémie Pauzié para la emperatriz Isabel en San Petersburgo en la década de 1760. Es como tres pequeñas ramas con hojas y flores diminutas. Tiene 25 cm de largo y 11 de ancho, con 805 diamantes incrustados y 475,44 quilates. Actualmente se exhibe en la exposición permanente de la Fundación Diamond.[13][14]

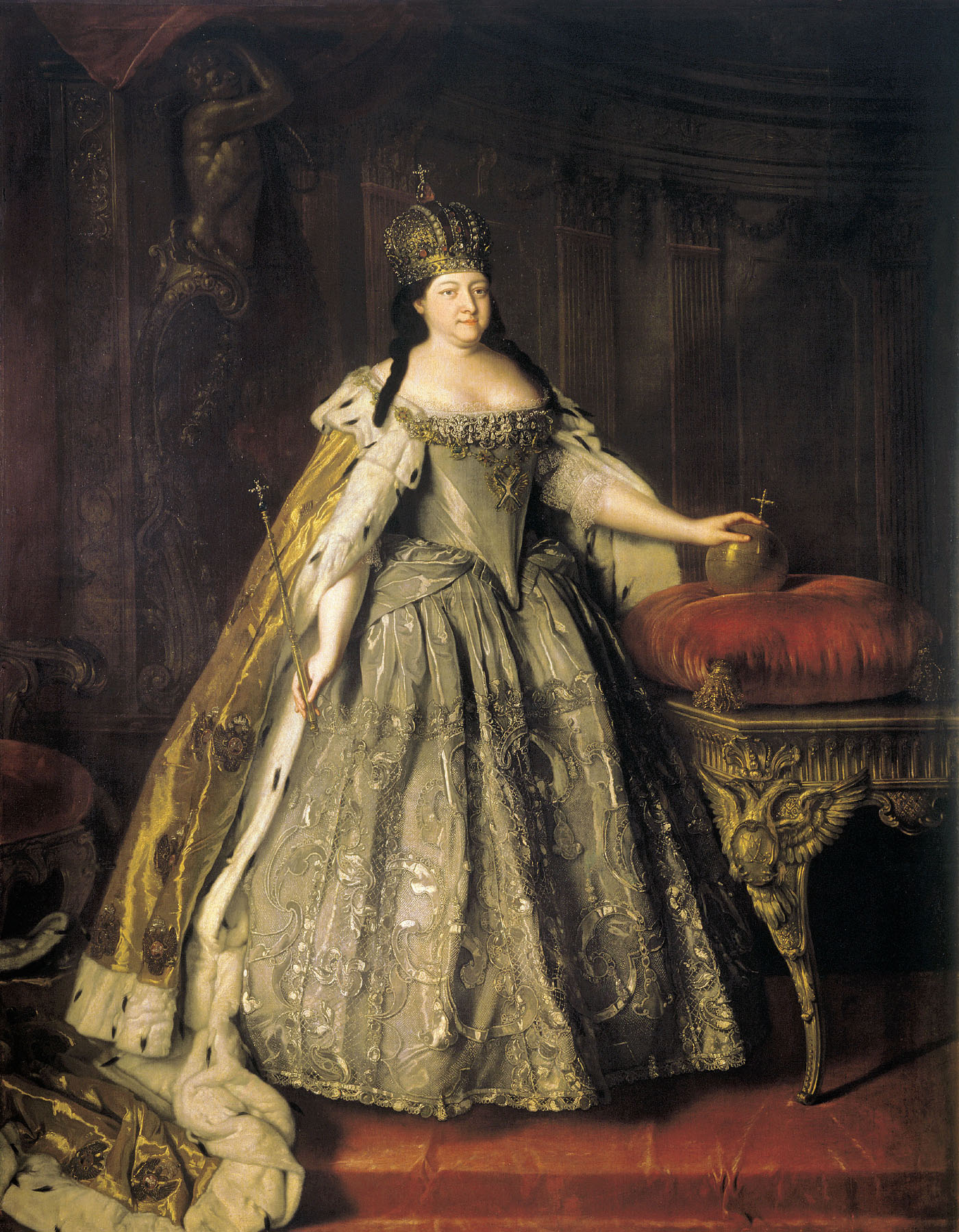
La emperatriz Ana Ivánovna con su corona, retratada por Louis Caravaque.

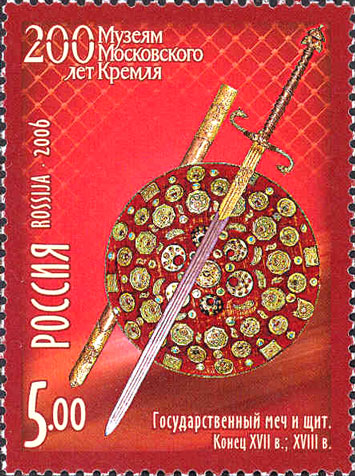
Espada y escudo estatales en un sello de correos ruso.

- La Gran Corona Imperial es la más grande de las coronas imperiales rusas. Fue realizada en 1762 en San Petersburgo por GF Ekart y Jérémie Pauzié y en 1797 la corona fue alterada por LDDiuval. Tiene 4936 diamantes, 75 enormes perlas y una enorme espinela roja con 398, 72 quilates. Hoy en día pertenece a la Fundación Diamante y permanece en la exposición permanente.[15]
- El cetro imperial fue elaborado en 1771 por los joyeros de la corte L. Pfisterer e I. Leontovich para la emperatriz Catalina II en San Petersburgo y modificado en 1774. El cetro sostiene el famoso diamante Orlov y otros 196 diamantes.[8][15] Se usó por primera vez en la ceremonia de coronación de Pablo I y, por lo tanto, se incluyó oficialmente en las insignias imperiales.[16]
- El orbe imperial fue elaborado en 1762 por el joyero GF Ekart para la emperatriz Catalina II en Moscú y modificado alrededor de 1774. El orbe de oro liso tiene un cinturón de diamantes y una cruz con un enorme zafiro de 195 kilates, que fue agregado por orden de Pablo I. Los cinturones tienen 1370 diamantes.[15][8]

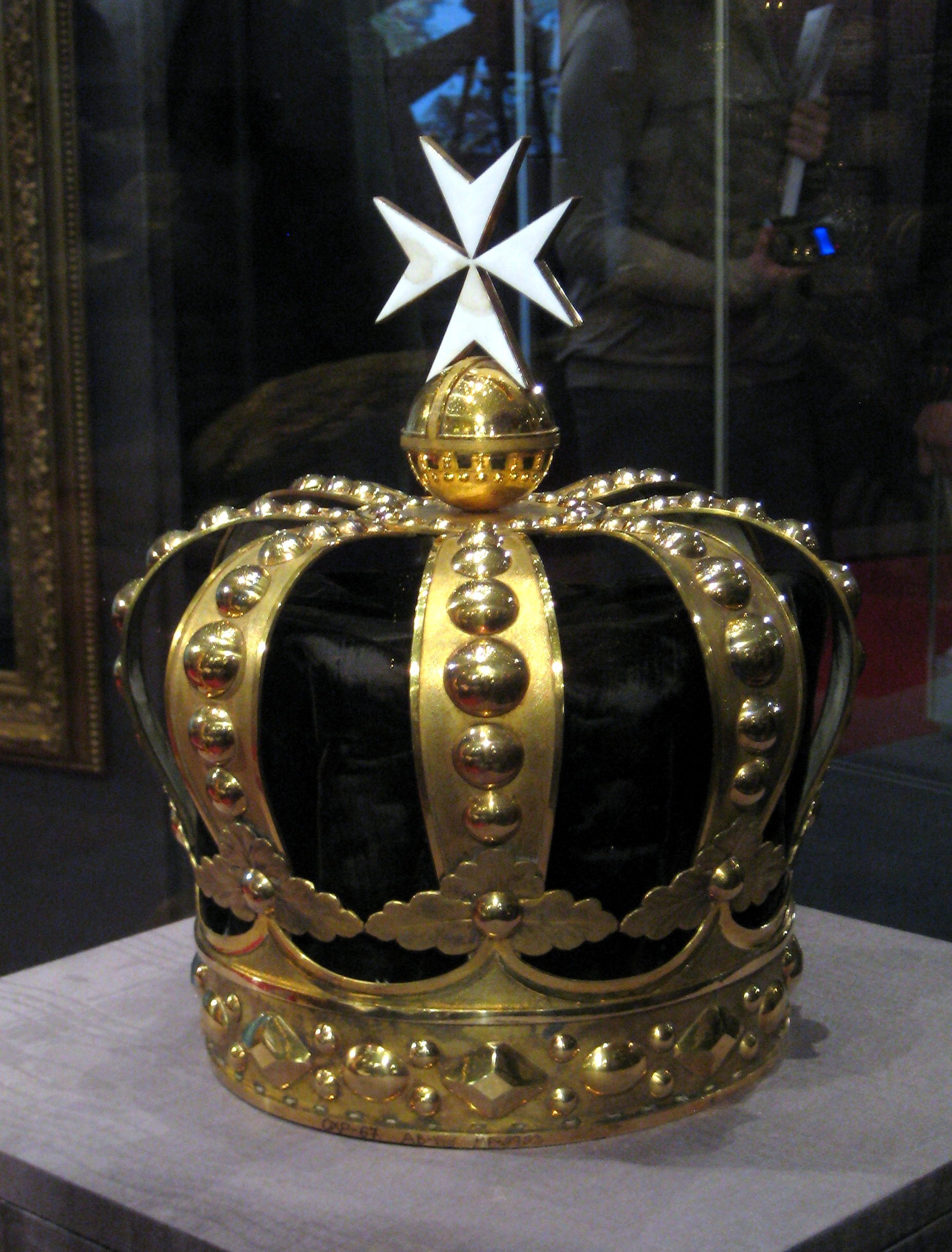
Corona maltesa del emperador Pablo I en el Kremlin.

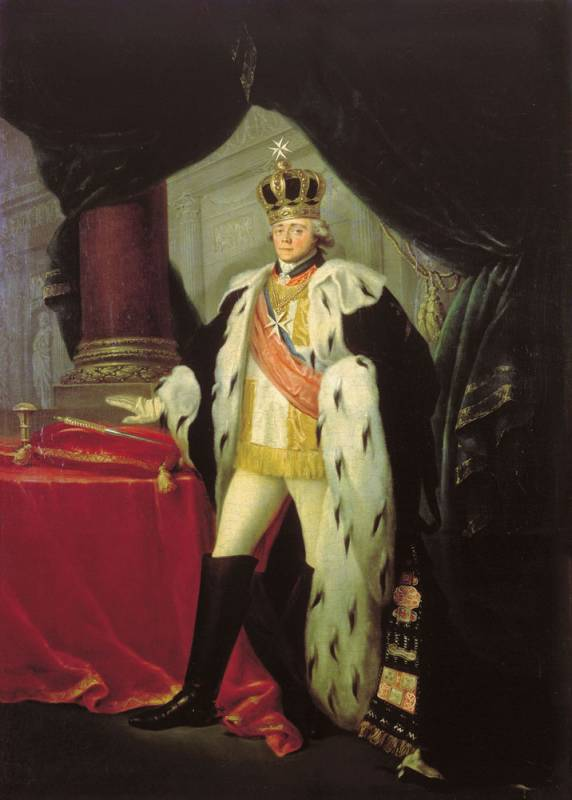
Pablo I como Gran Maestre de los Caballeros de Malta. Retrato de Salvatore Tonci.

- La corona maltesa del emperador Pablo I, y otras reliquias de la Orden, fueron entregadas a Pablo I en 1798 por los Caballeros de Malta cuando fue elegido Gran Maestre. Esta insignia se hizo estampando plata dorada, coronada por una esfera dorada y una cruz maltesa esmaltada en oro. Hasta 1803, sirvió también como corona heráldica. En 1827 fue entregada a la armería del Kremlin. Peso total - 1753,00 gr.
- La espada estatal apareció solo a fines del siglo XVIII, en la época de Pablo I. Para su elaboración se utilizó una antigua hoja de acero pulido (finales del siglo XVII), con empuñadura de espada de plata recién dorada. Largo total con mango - 141 cm.
- El escudo estatal fue hecho por maestros rusos a fines del siglo XVII, pero solo se convirtió en la insignia estatal en la época de Pablo I. Este escudo está adornado con diseños tallados en oro y plata con más de 150 piedras preciosas. Diámetro - 58,4 cm.
- La pequeña corona imperial fue creada por el maestro L. Zeftigen para la emperatriz María Aleksándrovna en San Petersburgo en 1856. El diseño se hizo sobre la base de los bocetos del joyero LD Diuval (1797). La corona se mantiene en la Fundación Diamond de Rusia.

## Antiguos atavíos en el escudo de armas del Gran Estado ruso
Hasta 1917, diversos atavíos antiguos sirvieron como coronas heráldicas de varias regiones del Imperio Ruso.

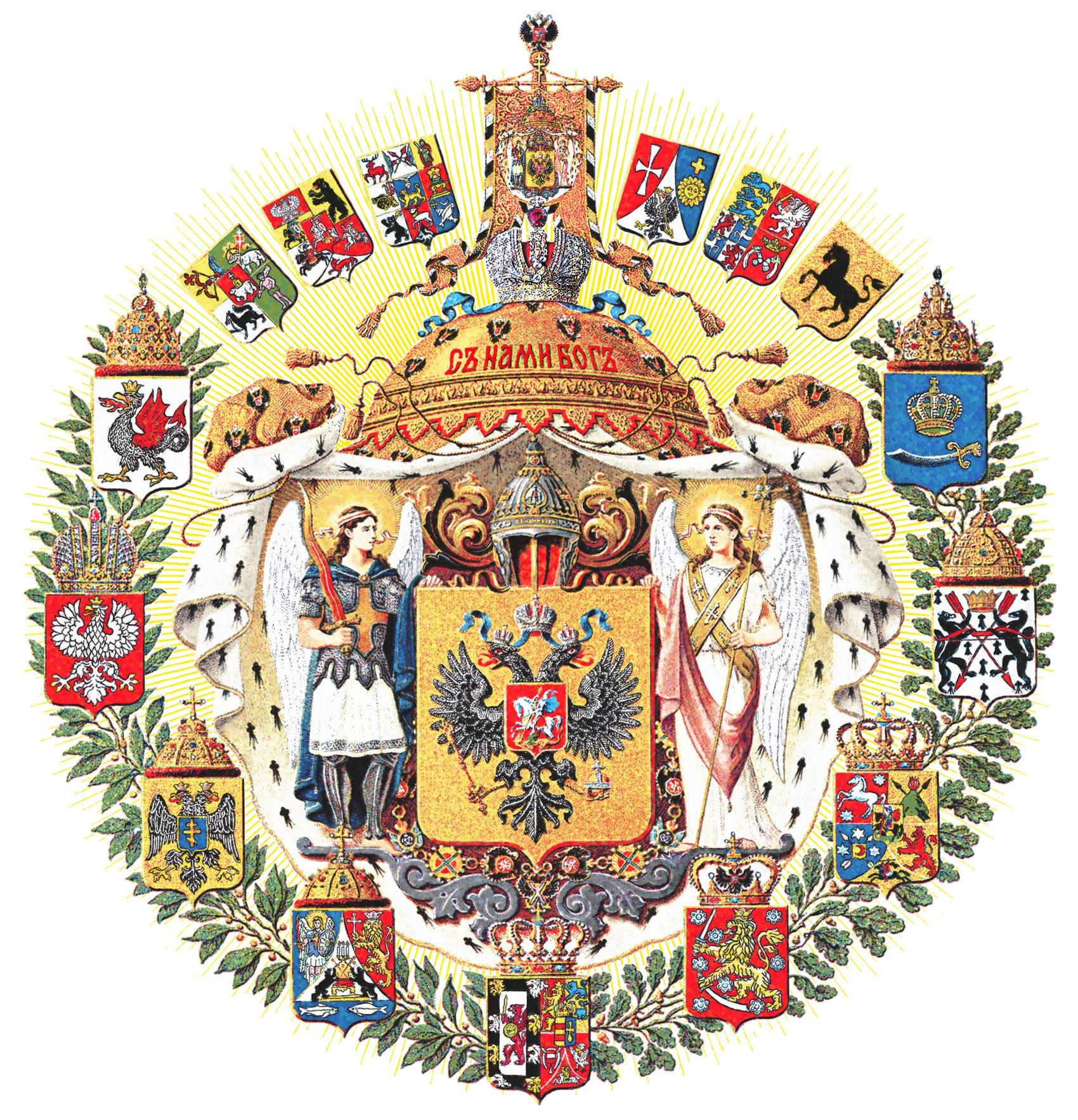
Gran Escudo de Armas del Estado del Imperio Ruso .Dibujo presentación del artista Igor Barbe, 2006, Gran escudo de armas del Imperio Ruso 1882-1917

Disposición de las coronas en el Escudo de Armas del Gran Estado:
- Gran Corona Imperial - en la parte superior, sobre el manto imperial.
- La corona del «gran conjunto» - sobre el escudo de armas del Kanato de Astracán.
- Corona de altabás - sobre el escudo de armas de Kanato de Siberia.
- Corona georgiana perdida - sobre el escudo de armas de Georgia. Esta corona fue destruida o vendida por los soviéticos en la década de 1930.
- Única corona heráldica sobre el escudo de armas de Finlandia.
- Única corona heráldica - sobre el escudo de armas de la familia de la casa Holstein-Hottorp-Románov.
- Gorro de Monómaco - sobre el escudo de armas del Kanato de la Gran Rusia, Rusia Menor y Bielorrusia.
- Gorro de Monómaco del «segundo conjunto» - sobre el escudo de armas de Crimea .
- Corona de la emperatriz Ana Ivánovna - sobre el escudo de armas de Polonia.
- Corona de Kazán - sobre el escudo de armas del Kanato de Kazán.
- Casco estatal de Miguel I - en el centro, sobre el pequeño escudo de armas del Imperio Ruso.

Además, la corona maltesa sirvió como heráldica hasta 1803. Todavía se puede encontrar en el escudo de armas de la ciudad rusa de Gátchina.